# Coulicou d'Euler
Coccyzus euleri
Espèce
Statut de conservation UICN

 LC  : Préoccupation mineure
Le Coulicou dʼEuler (Coccyzus euleri) est une espèce d'oiseau de la famille des Cuculidae. C'est une espèce monotypique (non subdivisée en sous-espèces).
Son nom est attribué au fermier et ornithologue suisse Carl Euler (1834–1901).

## Répartition
Son aire s'étend à travers le nord/est de l'Amérique du Sud : jusqu'au nord-est de la Colombie, l'est de la Bolivie et la baie de Babitonga.